# Efterfesten
Efterfesten är ett rockband från Norrköping som bildades 2012 och släppte året därpå sitt debutalbum Sånger från Arlanda. I mars 2016 kom uppföljaren En resa från B till A. 2019 inleddes utgivningen av en tetralogi på temat Politik. Först ut var albumet Frihet. 2021 kom del två: Jämlikhet. Del tre, trippelalbumet Solidaritet, släpptes 2024.

## Diskografi
Samtliga titlar är släppta på skivbolaget Gramtone.

### Album
- 2013 – Sånger från Arlanda[1]
- 2015 – Gudomlig intervention/För dom vi skickar tillbaks (EP)
- 2015 – Sånger från Efterfesten #1
- 2016 – En resa från B till A[2]
- 2018 – Svart eller vitt (EP)
- 2019 – Sånger från Efterfesten #2
- 2019 – Frihet
- 2020 – Sånger från Efterfesten #3
- 2021 – Jämlikhet
- 2024 – Solidaritet

### Singlar
- 2015 – Efter festen[6]
- 2015 – Dåligt gin
- 2015 – Stjärna i huvudet

## Medlemmar
- Tobias Almborg (sång och keyboard)
- Magnus Johansson (sång och gitarr)
- Niclas Kinnander (keyboard, sång och gitarr)
- Rickard Larsson (bas och sång)
- Leif Stenbom (sång och gitarr)
- Erik Wennerholm (trummor och sång)